# Sintra
A 8. század környékén alapított Sintra a 19. századtól vált a portugál királyok nyári székhelyévé. A város Lisszabontól alig 30 kilométerre található. Palotái és kastélyai
miatt kedvelt turisztikai célpont, de a Sintrát körülölelő erdőt, a Serra de Sintrát is sokan látogatják.

## Története

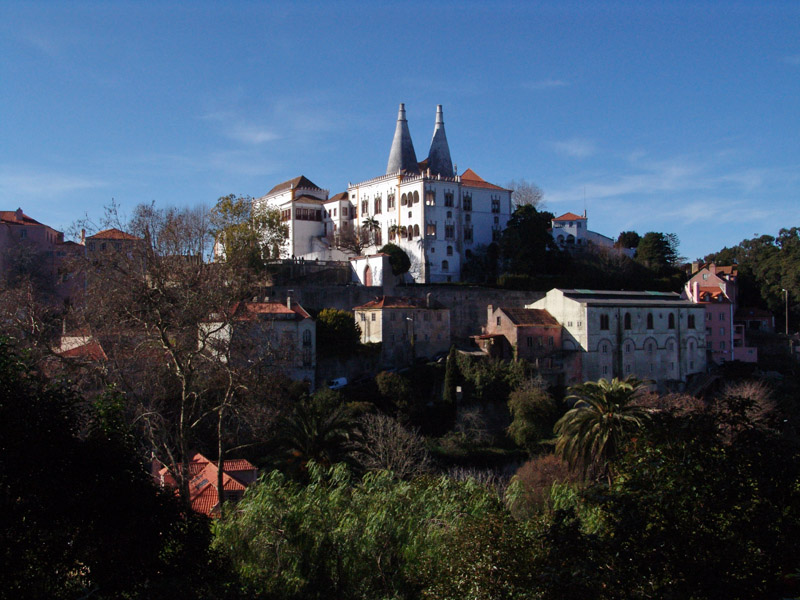
A királyi palota és környezete

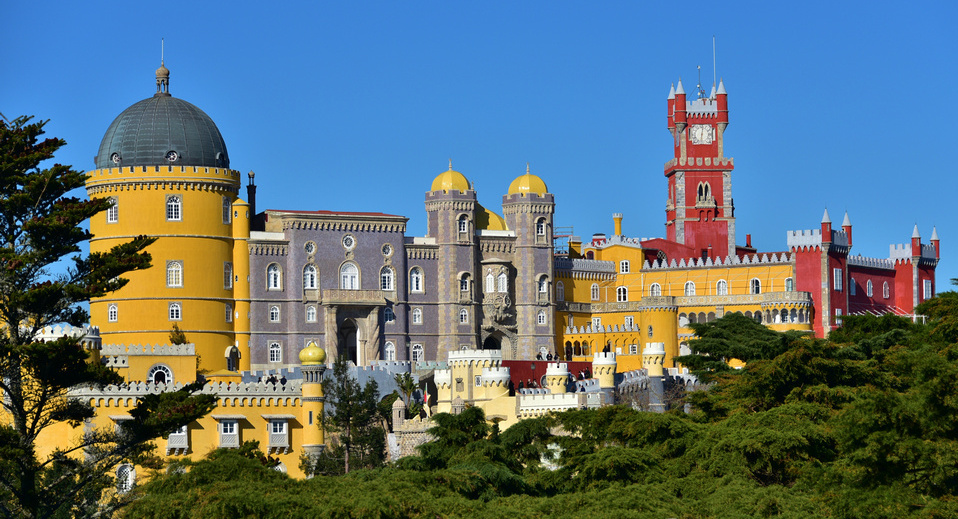
A Pena Palota

A város történelmi központja, Vila Velha politikai és vallási központ volt a mór uralom idején. A középkorban a település képe igencsak megváltozott: negyedekre osztották a mór és a zsidó lakosság alapján. A 16. században vált a humanista művészek kedvelt városává, de a 18. századtól az érdeklődés Mafra és Queluz felé terelődött. Az 1755-ös földrengés zűrzavart okozott, a legtöbb épület részben, vagy teljesen megsemmisült, az egész várost újjá kellett építeni. Ekkor rekonstruálták São Martinho templomát is. A 19. században újra felemelkedett Sintra, rengeteg portugál és külföldi utazó, író, költő és nemes kereste fel a várost. Az épületek mind a mai napig megőrizték romantikus stílusukat, mely átformálta a hely látképét. A 19. század második felében egyre inkább a tehetősebb polgárok paradicsomává vált, hotelek és panziók épültek. A 20. század elején rombolták le a királyi palota körüli falat, az épületeket megmagasították, miközben a monarchia is lehanyatlott. Az 1930-as években részben lerombolták a Misericórdia templomot, melyből csak egy kápolna maradt meg és helyén egy új teret alakítottak ki. 1949-ben készült el a város rendezési terve, aminek következtében rendbe tették a királyi palota (más néven Nemzeti Palota) környékét és a történelmi belvárost.

## Nevezetességek, látnivalók

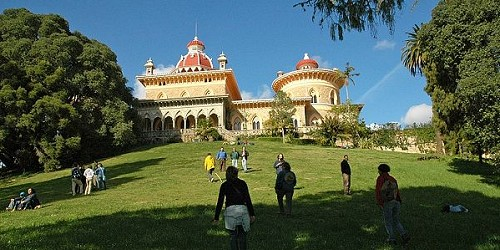
A Monserrate Palota

A városközpontban található egykori királyi palota, mai nevén Sintrai Nemzeti Palota (Palácio Nacional de Sintra), mely fordított tölcsérekre hasonlító kéményeiről híres, és a hegytetőn elhelyezkedő Pena Palota (Palácio Nacional de Pena) szolgáltak a portugál királyi család nyári rezidenciáiként, de angol nemesek is megfordultak itt, George Byron, angol romantikus költő meglehetősen kedvelte ezt a várost. A 19. században épült mór, mánuel, rokokó és keleti stílusjegyeket magán viselő Pena Palotában eredeti állapotában őrizték meg a berendezési tárgyakat és a szobákat, melyek híven tükrözik a királyi családok életét. Itt található még a  Mórok vára (Castelo dos Mouros), a Monserrate Palota (Palácio de Monserrate), mely gondosan ápolt kertjeiről (Parque de Monserrate) nevezetes.
A városban turisztikai célú villamos is üzemel.

## Testvérvárosok
- El Jadida, Marokkó (1988. szeptember 21. óta)
- Vila Nova Sintra, Zöld-foki Köztársaság (1995. május 5. óta)
- Trindade, São Tomé és Príncipe (1997. június 30. óta)
- Bissau, Bissau-Guinea (1997. június 30. óta)
- Lobito, Angola (1997. június 30. óta)
- Petrópolis, Brazília (1997. június 30. óta)
- Ómura, Japán (1997. augusztus 21. óta)
- Honolulu, Amerikai Egyesült Államok (1998. október 9. óta)
- Namaacha, Mozambik (1999. május 24. óta)
- Havanna, Kuba (2000. július 21. óta)
- Asilah, Marokkó